# Rudolf von Gneist
Rudolf von Gneist (Berlin, 1816. augusztus 13. – Berlin, 1895. július 22.) német jogtudós és politikus. A Magyar Tudományos Akadémia tagja (t. 1874).

## Élete
Berlinben tanult, 1839-ben ugyanott magántanár, 1841-ben ülnök, majd a kamarai törvényszéknél, utóbb a főtörvényszéknél bíróskodott, 1844-ben rendkivüli, 1858-ban rendes tanár lett Berlinben. Mint a képviselőház és birodalmi tanács tagja részt vett a politikai mozgalmakban is. 1888-ban III. Frigyes császár nemességet adományozott neki. Kültagja volt a Magyar Tudományos Akadémiának.
Parlamenti tevékenysége 1858-ban kezdődött. Mint a német birodalmi gyűlés tagja, a Nemzeti Szabadelvű Párthoz tartozott. Számos kisebb műve a mindenkori gyakorlati politikai kérdéseket tárgyalja. Ilyen a polgári házasságról (1869) és a felekezeti iskoláról (1869) írt műve; Der Rechtsstaat (1872–1879), melyet Jogi állam címen Takács Lajos (Budapest, 1875) fordított magyarra. A büntetőjog terén kiváló a Vier Fragen (zur deutschen Strafprozessordnung) című, ismert műve.

## Főművei
- Das heutige englische Verfassungs- u. Verwaltungsrecht (1857-63), mely több kiadást ért;
- Budget u. Gesetz nach dem konstitunionellen Staatsrecht Englands (1867);
- Verwaltung, Justiz, Rechtsweg; Staatsverwaltung u. Selbstverwalt nach englischen u. deutschen Verhältnissen (1869);
- Englische Verwaltungsgeschichte (1882) és
- Das englische Parlament (1886), mely két mű angol fordításban is megjelent.

## Magyarul
- A jogi állam; ford. Takács Lajos; Akadémia, Bp., 1875 (A Magyar Tudományos Akadémia Könyvkiadó Vállalata)
- Gneist, Rudolf: A jogi állam. Varga Zs. András bevezető tanulmányával. Sorozatszerkesztők: Patyi András - Trócsányi László. Államtudományi klasszikusok 6. Budapest, 2017. xxxv., 275. Dialóg Campus. /Szerzői életrajz: Koi Gyula: Rudolf Gneist élete és művei. xxvii-xxxv./ (ISBN 9786155889561)
- Koi Gyula: Rudolf Gneist élete és művei. In: Gneist, Rudolf: A jogi állam. Varga Zs. András bevezető tanulmányával. Sorozatszerkesztők: Patyi András - Trócsányi László. Államtudományi klasszikusok 6. Budapest, Dialóg Campus, 2017. xxvii-xxxv./ (ISBN 9786155889561)